# Junonia osborni
Junonia osborni är en fjärilsart som beskrevs av Holland 1920. Junonia osborni ingår i släktet Junonia och familjen praktfjärilar. Inga underarter finns listade i Catalogue of Life.